# ایبریس جبل‌طارق
ایبریس جبل‌طارق (نام علمی: 'Iberis gibraltarica') نام یکی از گونه‌های سردهٔ ایبریس و تیرهٔ شب‌بویان است. شب‌بویان.
ایبریس جبل‌طارق گل ملی کشور جبل‌طارق است.